# Medgidia
Medgidia là một đô thị thuộc hạt Constanța, România. Dân số thời điểm năm 2002 là 43867 người.